# Dreaming of You (album)
Dreaming of You is het derde solo-cross-overalbum van Tejano-popzangeres Selena.

## Nummers

### Gewone editie
| Nr. | Titel                                                        | Schrijver(s)                         | Duur |
| --- | ------------------------------------------------------------ | ------------------------------------ | ---- |
| 1.  | I Could Fall in Love                                         | Keith Thomas                         | 4:41 |
| 2.  | Captive Heart                                                | Mark Goldenberg, Kit Hain            | 4:23 |
| 3.  | I'm Getting Used to You                                      | Diane Warren                         | 4:03 |
| 4.  | God's Child (Baila Conmigo) (met David Byrne)                | Selena Quintanilla, David Byrne      | 4:15 |
| 5.  | Dreaming of You                                              | Franne Golde, Tom Snow               | 5:14 |
| 6.  | Missing My Baby                                              | A.B. Quintanilla III                 | 4:13 |
| 7.  | Amor Prohibido                                               | A.B. Quintanilla III, Pete Astudillo | 2:55 |
| 8.  | Wherever You Are (Donde Quiera Que Estés) (met Barrio Boyzz) | K. C. Porter, Miguel Flores          | 4:29 |
| 9.  | Techno Cumbia                                                | A.B. Quintanilla III, Pete Astudillo | 4:44 |
| 10. | El Toro Relajo                                               | Felipe Bermejo                       | 2:20 |
| 11. | Como La Flor                                                 | A.B. Quintanilla III, Pete Astudillo | 3:04 |
| 12. | Tú Sólo Tú                                                   | Felipe Valdés Leal                   | 3:12 |
| 13. | Bidi Bidi Bom Bom                                            | Selena Quintanilla, Pete Astudillo   | 3:41 |

### Japanse editie
Bron:
| Nr. | Titel                                                        | Schrijver(s)                                                           | Duur |
| --- | ------------------------------------------------------------ | ---------------------------------------------------------------------- | ---- |
| 1.  | I Could Fall in Love                                         | Keith Thomas                                                           | 4:41 |
| 2.  | Captive Heart                                                | Mark Goldenberg, Kit Hain                                              | 4:23 |
| 3.  | I'm Getting Used to You                                      | Diane Warren                                                           | 4:03 |
| 4.  | God's Child (Baila Conmigo) (met David Byrne)                | Selena Quintanilla, David Byrne                                        | 4:15 |
| 5.  | Dreaming of You                                              | Franne Golde, Tom Snow                                                 | 5:14 |
| 6.  | Missing My Baby                                              | A.B. Quintanilla III                                                   | 4:13 |
| 7.  | Amor Prohibido                                               | A.B. Quintanilla III, Pete Astudillo                                   | 2:55 |
| 8.  | Wherever You Are (Donde Quiera Que Estés) (met Barrio Boyzz) | K. C. Porter, Miguel Flores                                            | 4:29 |
| 9.  | Techno Cumbia                                                | A.B. Quintanilla III, Pete Astudillo                                   | 4:44 |
| 10. | El Toro Relajo                                               | Felipe Bermejo                                                         | 2:20 |
| 11. | Como La Flor                                                 | A.B. Quintanilla III, Pete Astudillo                                   | 3:04 |
| 12. | Tú Sólo Tú                                                   | Felipe Valdés Leal                                                     | 3:12 |
| 13. | Bidi Bidi Bom Bom                                            | Selena Quintanilla, Pete Astudillo                                     | 3:41 |
| 14. | Sukiyaki                                                     | Rokusuke Ei, Hachidai Nakamura, Abraham Quintanilla Jr, Pete Astudillo | 3:11 |

### 20 Years of Music-editie
Bron:
| Nr. | Titel                                                                                       | Schrijver(s)                         | Duur  |
| --- | ------------------------------------------------------------------------------------------- | ------------------------------------ | ----- |
| 1.  | I Could Fall in Love                                                                        | Keith Thomas                         | 4:41  |
| 2.  | Captive Heart                                                                               | Mark Goldenberg, Kit Hain            | 4:23  |
| 3.  | I'm Getting Used to You                                                                     | Diane Warren                         | 4:03  |
| 4.  | God's Child (Baila Conmigo) (met David Byrne)                                               | Selena Quintanilla, David Byrne      | 4:15  |
| 5.  | Dreaming of You                                                                             | Franne Golde, Tom Snow               | 5:14  |
| 6.  | Missing My Baby                                                                             | A.B. Quintanilla III                 | 4:13  |
| 7.  | Amor Prohibido                                                                              | A.B. Quintanilla III, Pete Astudillo | 2:55  |
| 8.  | Wherever You Are (Donde Quiera Que Estés) (met Barrio Boyzz)                                | K. C. Porter, Miguel Flores          | 4:29  |
| 9.  | Techno Cumbia                                                                               | A.B. Quintanilla III, Pete Astudillo | 4:44  |
| 10. | El Toro Relajo                                                                              | Felipe Bermejo                       | 2:20  |
| 11. | Como La Flor                                                                                | A.B. Quintanilla III, Pete Astudillo | 3:04  |
| 12. | Tú Sólo Tú                                                                                  | Felipe Valdés Leal                   | 3:12  |
| 13. | Bidi Bidi Bom Bom                                                                           | Selena Quintanilla, Pete Astudillo   | 3:41  |
| 14. | Spoken Liner Notes (This track includes spoken words by Selena's family, friends, and band) | Brian "Red" Moore                    | 17:35 |
| 15. | Dreaming of You (Music Video)                                                               | Franne Golde, Tom Snow               | 5:24  |

## Hitlijstposities
| Jaar            | Hitlijst                   | Hoogste positie | Bron  |
| --------------- | -------------------------- | --------------- | ----- |
| 5 augustus 1995 | Billboard 200              | 1               | [ 3 ] |
| 5 augustus 1995 | Billboard Latin Albums     | 1               | [ 4 ] |
| 5 augustus 1995 | Billboard Latin Pop Albums | 1               | [ 4 ] |

### Verkoop
| Land             | Verkoop of Zendingen |
| ---------------- | -------------------- |
| Verenigde Staten | 1.620.800            |

## Certificaties
| Land/regio       | Certificering | Verkoop   |
| ---------------- | ------------- | --------- |
| Verenigde Staten | 35x platina   | 3.500.000 |
| Canada           | goud          | 50.000    |

## Prijzen en nominaties
| Prijsceremonie           | Jaar | Prijs                                                   | Resultaten |
| ------------------------ | ---- | ------------------------------------------------------- | ---------- |
| Premio Lo Nuestro Awards | 1995 | Female Pop Artist of the Year                           | gewonnen   |
| Tejano Music Awards      | 1995 | Female Vocalist of the Year                             | gewonnen   |
| Tejano Music Awards      | 1995 | Female Entertainer of the Year                          | gewonnen   |
| Tejano Music Awards      | 1995 | Tejano Crossover Song of the Year                       | gewonnen   |
| Tejano Music Awards      | 1996 | Female Entertainer of the Year                          | gewonnen   |
| Tejano Music Awards      | 1996 | Female Vocalist of the Year                             | gewonnen   |
| Tejano Music Awards      | 1996 | Album of the Year – Overall                             | gewonnen   |
| Tejano Music Awards      | 1996 | Song of the Year for "Tu, Solo Tu"                      | gewonnen   |
| Tejano Music Awards      | 1996 | Showband of the Year                                    | gewonnen   |
| Tejano Music Awards      | 1996 | Tejano Crossover of the Year for "I Could Fall in Love" | gewonnen   |